# Nulvi
Nulvi (sardisk: Nùjvi) er en by og en kommune (comune) i provinsen Sassari i regionen Sardinien i Italien. Byen ligger i 478 meters højde og har 2.741 indbyggere (2016). Kommunen har et areal på 67,38 km² og grænser til kommunerne Chiaramonti, Laerru, Martis, Osilo, Ploaghe, Sedini og Tergu.